# Lottare per un sogno
Lottare per un sogno (An American Girl: McKenna Shoots for the Stars) è un film per la televisione del 2012, diretto da Vince Marcello, con Jade Pettyjohn. 

## Trama
La piccola McKenna Brooks è appassionata di ginnastica artistica, disciplina sportiva che pratica con ottimi risultati nella squadra della propria scuola elementare. Il suo rendimento scolastico, invece, subisce una battuta d’arresto: si pensa ciò sia dovuto al suo esclusivo interesse per lo sport, tuttavia, oltre a questo, risulta che la bambina attraversa una crisi dell’apprendimento tipica della sua età. Il maestro, Wu, le consiglia dunque di affidarsi ad un tutor, individuato nella persona di Josie Myers, una studentessa delle scuole medie costretta su una sedia a rotelle.
McKenna inizialmente non accetta di buon grado questo stato di fatto, che cerca di tenere nascosto,  vergognandosi di dover ricorrere ad un aiuto per le materie scolastiche. Per questo motivo il suo rapporto con la sua miglior amica Toulane Thomas, compagna di scuola e di ginnastica, ne ha molto a soffrire. La nuova compagna Sierra Kuchinko, che la madre costringe ad eccellere nella ginnastica con come modello sua sorella, destinata alle Olimpiadi ma ritiratasi a seguito di un infortuno, capisce la situazione, avendo in passato dovuto anche lei usufruire dell’aiuto di un tutor, e, confessandolo a McKenna, rinsalda la propria amicizia con lei.
Ad una presentazione sportiva McKenna, non dando ascolto ai consigli dell’allenatrice, esegue un difficile esercizio alla trave  nel corso del quale cade e si infortuna alla caviglia, che dovrà tenere ingessata per quattro settimane. Inoltre il suo rapporto con la sua nuova amica Josie, la tutor, attraversa un periodo difficile, in quanto pare che McKenna sia troppo interessata alla propria possibile futura carriera di ginnasta per dare ascolto alle esigenze della ragazza. Tuttavia, proprio nel giorno in cui le deve venir rimosso il gesso, e in cui quindi potrà reiniziare ad allenarsi per le competizioni regionali, McKenna, pentendosi del proprio egocentrismo, accompagna Josie, patita di cavalli, ad un incontro terapeutico per persone impedite nella deambulazione, evento al quale Josie teneva molto. Qui McKenna ha modo di sventare un pericolo che minacciava il cavallo che Josie stava montando.
Quando McKenna può riprendere ad allenarsi si rende conto di avere paura, e ricorre all’aiuto dei propri famigliari e dei propri amici, mentre il rapporto con Toulane va appianandosi. Alle competizioni regionali McKenna e Toulane sono due fra le tre qualificate, e le due bambine esultano insieme a Josie. In quest’occasione Toulane trova il coraggio di confessare alla madre che la ginnastica artistica non è veramente la sua passione, e si ritira: al suo posto viene scelta Sierra. McKenna, con compiacimento di tutti, davanti all’assemblea della propria scuola tiene un discorso sulla propria recente esperienza non tanto e non solo sportiva, ma principalmente umana. 